# Мерриман, Грегори
Грегори Мерриман (англ. Gregory Merriman; род. 3 октября 1988 года в Сиднее, Австралия) — австралийский фигурист выступающий в танцах на льду. В паре с Даниэль О'Брайен он семикратный чемпион Австралии. Кроме того, они трёхкратные чемпионы Австралии среди юниоров, участники чемпионатов мира и Четырёх континентов. По состоянию на апрель 2012 года занимали 53-е место в рейтинге Международного союза конькобежцев (ИСУ).

## Карьера
Тренируются в США в «Detroit SC» у Паскуале Камерленго и Анжелики Крыловой, также с ними работают Массимо Скали, Наталья Деллер, Элизабет Пунсалан и многократная чемпионка Австралии в танцах на льду Моника Макдональд. До переезда для тренировок в США долгое время тренировались у давно работающего в Австралии российского тренера Андрея Филиппова.
В конце 2013 года на турнире в Германии пара боролась за право выступать на зимних Олимпийских играх. В сложнейшей борьбе они сумели пробиться на главные соревнования четырёхлетия. Перед стартом в Сочи они удачно выступили и на чемпионате четырёх континентов. Где улучшили в произвольной программе свои спортивные достижения и заняли самое высокое место на этом турнире. В Сочи они превзошли свои достижения в сумме и произвольной программе и пробились в произвольную программу.

## Спортивные достижения

### Результаты после 2010 года
| Соревнования                   | 2010—2011 | 2011—2012 | 2012—2013 | 2013—2014 |
| ------------------------------ | --------- | --------- | --------- | --------- |
| Зимние Олимпийские игры        |           |           |           | 20        |
| Чемпионаты мира                | 27        | 20        |           | 24        |
| Чемпионаты четырёх континентов | 9         | 9         | 8         | 7         |
| Чемпионаты Австралии           | 1         | 1         | 1         | 1         |
| Nebelhorn Trophy               | 15        |           |           | 6         |
| Мемориал Ондрея Непелы         | 10        |           | 4         |           |
| Icechallenge                   |           |           | 4         |           |
| NRW Trophy                     |           |           | 8         |           |
| U.S. Senior International      |           |           | 7         |           |
| Кубок Вольво                   |           |           |           | 12        |

### Результаты до 2010 года
| Соревнования                       | 2004—2005 | 2005—2006 | 2006—2007 | 2007—2008 | 2008—2009 | 2009—2010 |
| ---------------------------------- | --------- | --------- | --------- | --------- | --------- | --------- |
| Чемпионаты мира                    |           |           |           | 27        | 25        | 25        |
| Чемпионаты Четырёх континентов     |           |           |           | 10        | 10        | 10        |
| Чемпионаты мира среди юниоров      | 26        | 23        | 20        |           |           |           |
| Чемпионаты Австралии               | 1J.       | 1J.       | 1J.       | 1         | 1         | 1         |
| Nebelhorn Trophy                   |           |           |           |           |           | WD        |
| Этапы юниорского Гран-при, Китай   | 10        |           |           |           |           |           |
| Этапы юниорского Гран-при, Япония  |           | 11        |           |           |           |           |
| Этапы юниорского Гран-при, Тайвань |           |           | 10        |           |           |           |

J. — юниорский уровень
WD = снялись с соревнований